# José Luis Manzano (marino)
José Luis Manzano fue un marino argentino que sirvió en la armada de su país durante la segunda mitad del siglo XIX, luchando en la Guerra entre la Confederación Argentina y el Estado de Buenos Aires.

## Biografía
Durante la guerra que enfrentó al Estado de Buenos Aires con la Confederación Argentina José Luis Manzano sirvió en la armada secesionista. En 1859 comandó el vapor Caaguazú y en 1861 con el grado teniente estuvo al frente del vapor Gualeguay, operando en el río Paraná (laguna de Montiel). Ese año, con el grado de capitán pasó a comandar brevemente el vapor Constitución manteniendo escasa actividad.
En julio de 1861 fue puesto al frente del bergantín Enigma (Rio Bamba) convirtiéndose en su primer comandante luego de ser recomprado por el Estado de Buenos Aires el 12 de julio de 1861, permaneciendo fondeado en el Riachuelo.
En 1862 recibió el mando del vapor Buenos Aires con el cual en abril de ese año patrulló el río Paraná entre el delta y la ciudad de Santa Fe.